# Пармавож (приток Югыдвожа)
Пармавож (устар. Югыдъёль) — река в России, протекает в округе Вуктыл  и Троицко-Печорского района Республики Коми. Устье реки находится в 57 км по правому берегу реки Югыдвож. Длина реки составляет 27 км.

## Данные водного реестра
По данным государственного водного реестра России относится к Двинско-Печорскому бассейновому округу, водохозяйственный участок реки — Печора от водомерного поста у посёлка Шердино до впадения реки Уса, речной подбассейн реки — бассейны притоков Печоры до впадения Усы. Речной бассейн реки — Печора.
Код объекта в государственном водном реестре — 03050100212103000061708.